# Abdullah ibn al-Husain
Abdullah ibn al-Husain (arabisch: عَبْد ٱللَّٰه ٱبْن ٱلْحُسَيْن), auch bekannt als Ali al-Asghar (arabisch: عَلِيّ ٱلْأَصْغَر, wörtlich „Ali, der Jüngere“; geb. im 7. Jahrhundert; gest. 680), war der jüngste Sohn von al-Husain ibn ʿAlī dem Enkel von Muhammad und dem dritten schiitischen Imam. Als kleines Kind wurde er 680 n. Chr. in der Schlacht von Karbala zusammen mit seinem Vater, anderen Familienmitgliedern und einer kleinen Anzahl von Anhängern getötet. Die Streitkräfte des umayyadischen Kalifen Yazid (reg. 680–683) hatten sie zunächst für einige Tage umzingelt und ihnen den Zugang zum nahegelegenen Fluss Euphrat versperrt. Abdullah wird im schiitischen Islam als Inbegriff des Symbols des unschuldigen Opfers gedacht.

## Leben
Abdullah war der jüngste Sohn von al-Husain ibn ʿAlī, dem dritten schiitischen Imam. Seine Mutter Rubab war die erste Frau von al-Husain und die Tochter von Imra' al-Qais ibn Adi, einem Führer des Banu Kalb-Stammes.
Abdullah wurde während der Schlacht von Kerbala durch einen Pfeil getötet, die genaue Art seines Todes ist jedoch ungewiss.